# 银行券
銀行券或金融券，是在黃金、白银等作为货币本位的时代，由无货币铸造发行权的银行或其它金融机构发行的，以当时通行的金、银货币（金圆、银圆或银两）为兑换对象，有固定兑换面额，不设定兑换期限的特殊银行本票。
银行券可作为代用货币流通，可节约交易成本，但是同时也其具有发行者（不一定是银行）倒闭，发行者滥发、发行者未设立机构地方难以流通等缺点。
銀行券最早出現於17世紀，銀行以有價證券或貴金屬為擔保，發行銀行券，代替金屬貨幣作為流通工具。銀行可發行不同的私人貨幣（銀行券）。
银行券在金、银本位时代，被称为钞票，是后来纯粹由信用担保的纸币钞票的前身形式。
中華民國大陸時期，在国民政府确定法币政策之前，中国境内所有钞票均属以银圆（或铜圆）为兑换对象的银行券。
当前苏格兰和北爱尔兰地区的部分商业银行通过法律许可发行自家抬头的英镑纸币（以该银行持有的英格兰银行发行的英镑为担保并接受英格兰银行的监督），可以认为是银行券的孑遗。这些纸币在法律上被视为本票。
日本在明治維新之後採用金本位制時，也發行過類似的鈔券，以日圆银币為兌換對象的銀行券，稱為日本银行券，並在其殖民地：臺灣及朝鮮分別發行同等幣值的台灣銀行券及朝鮮銀行券，但之後隨著日本戰敗，日本放棄金本位，以及臺灣及朝鮮都分別各自發行自己的貨幣後，這些鈔券已無兌換銀圓的功能。